# Aphanogmus marylandicus
Aphanogmus marylandicus är en stekelart som beskrevs av William Harris Ashmead 1893. Aphanogmus marylandicus ingår i släktet Aphanogmus och familjen pysslingsteklar. Inga underarter finns listade i Catalogue of Life.